# Lungui

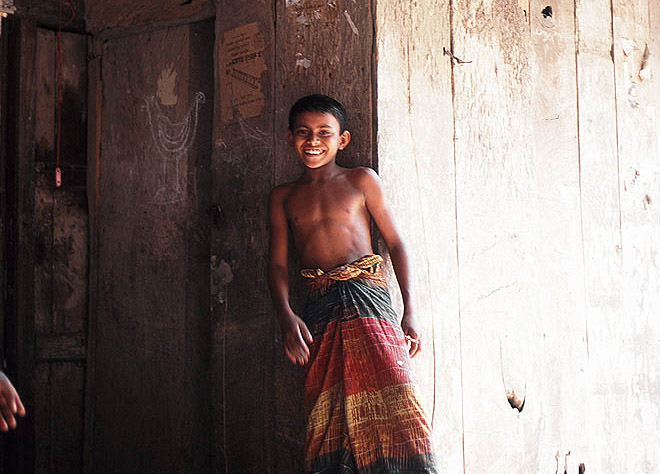
Niño vestido con un lungui.

El lungui también conocido como sarong, es una prenda tradicional que se utiliza calzada alrededor de la cintura en India, Pakistán, Bangladés, Sri Lanka, Birmania, Brunéi, Indonesia, Malasia, Singapur, el Cuerno de África y el sur de la península arábiga. Es particularmente popular en regiones donde el calor y la humedad hace que el uso de pantalones ajustados no sea agradable.
- லுங்கி en idioma tamil
- लुंगी en idioma hindi
- লুঙ্গি en idioma bengalí
- കൈലി [kaili], o bien ലുങ്കി [lunki], en malayalam.

## Diseño
A diferencia de los dhotis, que son trozos de telas como las sábanas, los lunguis están cosidos formando un tubo como una falda. Sin embargo, existen lunguis abiertos que son más baratos en dimensiones idénticas sin estar cosidos en forma de tubo. El lungui estándar para adulto mide 115 cm de alto y 200 cm de largo, cuando abierto. Los dhotis para niños tienen  aproximadamente 2/3 de ese tamaño. Normalmente el lungui es tejido en algodón en una variedad de diseños y colores. Existen lunguis de seda para ceremonias, tales como bodas. Los diseños más comunes son de un color sólido y a cuadros, reflejando la relativa facilidad y rentabilidad de producir estos modelos en un telar mecánico. El color azul es popular, ya que se desvanece a tonos agradables en contraste con lo que sucede con otros colores. Sin importar el diseño o el color, los lunguis a menudo poseen en la parte superior e inferior con una raya negra o blanca que contienen tejido reforzado para evitar que se deshilache.
Dependiendo de la tradición local, los lunguis pueden ser vestidos por hombres y mujeres. Se atan o se sujetan de diversas maneras, y puede ser utilizados en diferentes actividades culturales, desde la vida cotidiana a ceremonias de bodas. Para usarlo en la vida cotidiana, un nudo «doble giro» es el más popular, dónde dos extremos del borde superior del lungui se juntan y se hacen un nudo dos veces, con los extremos escondidos en la cintura. Sin embargo, también es común simplemente atar un doble «nudo pretzel» de 2 puntos en el borde superior, que produce un nudo más seguro. La longitud del lungui puede ser ajustada, por ejemplo, metiendo el lungui en la cintura para parecer una falda corta.

## Variaciones regionales

### Bangladés
El lungui (bengalí: লুঙ্গি /luŋɡi/) es el vestido más comúnmente utilizado por los hombres de Bangladés, aunque no es normal utilizarlo en ocasiones formales. En Bangladés, los lunguis son vestidos por hombres, casi universalmente en el interior como también al aire libre. Son utilizados como regalos de boda con diseños de algodón de tartan, batik, o lunguis de seda para el novio en una boda de Bengalí. El típico lungui bangladés es una forma tubular perfecta, distinta de la que se utiliza en otras partes de Asia meridional y sudoriental. En Bangladés, la industria del lungui está concentrada en Khulna. Las mujeres bengalíes no utilizan tradicionalmente el lungui, aunque las mujeres indígenas no bengalíes sí visten prendas similares en algunas partes del sureste de Bangladés.

### Myanmar/Birmania
En Myanmar (Birmania), el lungui es llamado longyi en birmano. Para los hombres, el lungui es conocido con el nombre de paso, y para las mujeres, es conocido como htamain. Los lunguis de diferentes tejidos, incluyendo de algodón y seda, son vestidos en ocasiones formales e informales.

### Somalia
En Somalia, el pareo lungui se conoce como macawis. Es comúnmente vestido por los hombres somalíes como ropa informal. El color tradicional de los macawis es el blanco. Sin embargo, debido al comercio con las islas del Sureste Asiático y el Subcontinente Indio como también las localizaciones de Somalia y Spice Route, lunguis provenientes del sudeste de Asia muy coloridos han sido introducidos al país.

### India
En India, las vestimentas detrás de los lunguis varía según el estado.
En Kerala, el lungui, generalmente colorido, y disponible en diseños variados, es vestido por mujeres y hombres. Los trabajadores físicos lo usan como vestido de trabajo. Un dhoti de Kerala en blanco, conocido como mundu, a menudo lleva un bordado de oro, especialmente en el borde, conocido como kasavu, que se viste en ocasiones ceremoniales, ocasiones festivas, etc. Mundus de color azafrán también son conocidos como kaavi munde. Los hombres generalmente atan sus mundus (dhoti de Kerala) o lunguis con la parte inferior de la prenda siendo levantada y atada en la cintura. Esto significaría que el mundu (kerala dhoti) o el lungui sólo cubre el cuerpo desde la cintura a las rodillas.
En Tamil Nadu, sólo los hombres usan esta prenda, que no es vestido de una manera similar a los hombres en Kerala: mientras los keralitas lo atan en el lado derecho, los tamiles en el lado izquierdo. Nota: Algunas de las comunidades musulmanas en Kerala también atan el mundu a la izquierda. En el sur de Tamil Nadú también se lo conoce como saaram o chaaram. Los musulmanes de Tami Nadú se encuentran a favor del lungui blanco en ocasiones formales.
En Panyab (ambas partes de Pakistán e India), los lungui son vestidos por hombres y mujeres. Son parte de los atuendos en la danza tradicional en Bhangra, pero también son populares en áreas rurales o como ropa de vestir en casa. Generalmente son atados en una manera diferente que en otras partes de India y son, como una regla, descosidos y a menudo muy coloridos.
En Bengala Occidental y Bijar, el lungui es principalmente ropa para vestir para los hombres de todas las clases sociales. Los hombres hindúes evitan el uso de lungui en la calle.
En Jariana, se considera un vestido de noche para los hombres.

### Pakistán
En Pakistán, el lungui es vestido en las provincias de Panyab y Sind. En el pasado, solía ser ampliamente usado, pero su uso ha disminuido considerablemente en Panyab y ahora es usualmente vestido por los ancianos, mientras las personas jóvenes comenzaron a vestir el shalwar. Aunque todavía es vestido de manera informal por hombres en Panyab como una forma de vestido de noche o como una prenda informal vestida dentro de la casa durante los meses de verano.
Los lunguis son populares entre las mujeres del sur de Panyab y Sind, dónde muchos lungui tienen un cierto tipo de bordado o patrón. En Sind, el lungui es el vestido más común entre las castas inferiores y los trabajadores agrícolas, mientras que las clases altas (la mayoría de ascendencia beluchistana y de rashput) visten un shalwar ancho.

### Yemen
En Yemen, la prenda se llama futah y es vestida por hombres de todas las edades.

### Omán
En Omán, la prenda es llamada izaar. El izaar blanco se utiliza bajo del itma, y es quizás vestido por los pescadores y durante las horas de trabajo de baja categoría.
A veces un izaar a la rodilla es vestido en la parte superior de la otra como parte del traje de baile tradicional.

### Arabia Saudita
En Arabia Saudita, la prenda se llama izaar. Las personas en tribus del suroeste como Asir generalmente visten sus propios tejidos de izaar, similares a los que se usan en las tribus en el norte de Yemen. A menudo son de color negro, descosido y puede tener borlas. Otros sauditas pueden llevar cuadros o rayas izaars importados de Bangladés, India o Indonesia como ropa para vestir en casa o para dormir. Es común en las zonas costeras. Es vestido también por los pescadores.

### Brunéi, Indonesia, Malasia y Singapur
En estas regiones, los malayas usan el sarong, que es similar al lungui. Sin embargo, no se utiliza el término lungi.